# Silicio
El silicio (del latín: sílex) es un elemento químico metaloide, número atómico 14 y situado en el grupo 14 de la tabla periódica de los elementos de símbolo Si. Es el segundo elemento más abundante en la corteza terrestre (25.7 % en peso) después del oxígeno. Se presenta en forma amorfa y cristalizada; el primero es un polvo parduzco, más activo que la variante cristalina, que se presenta en octaedros de color azul grisáceo y brillo metálico.

## Características

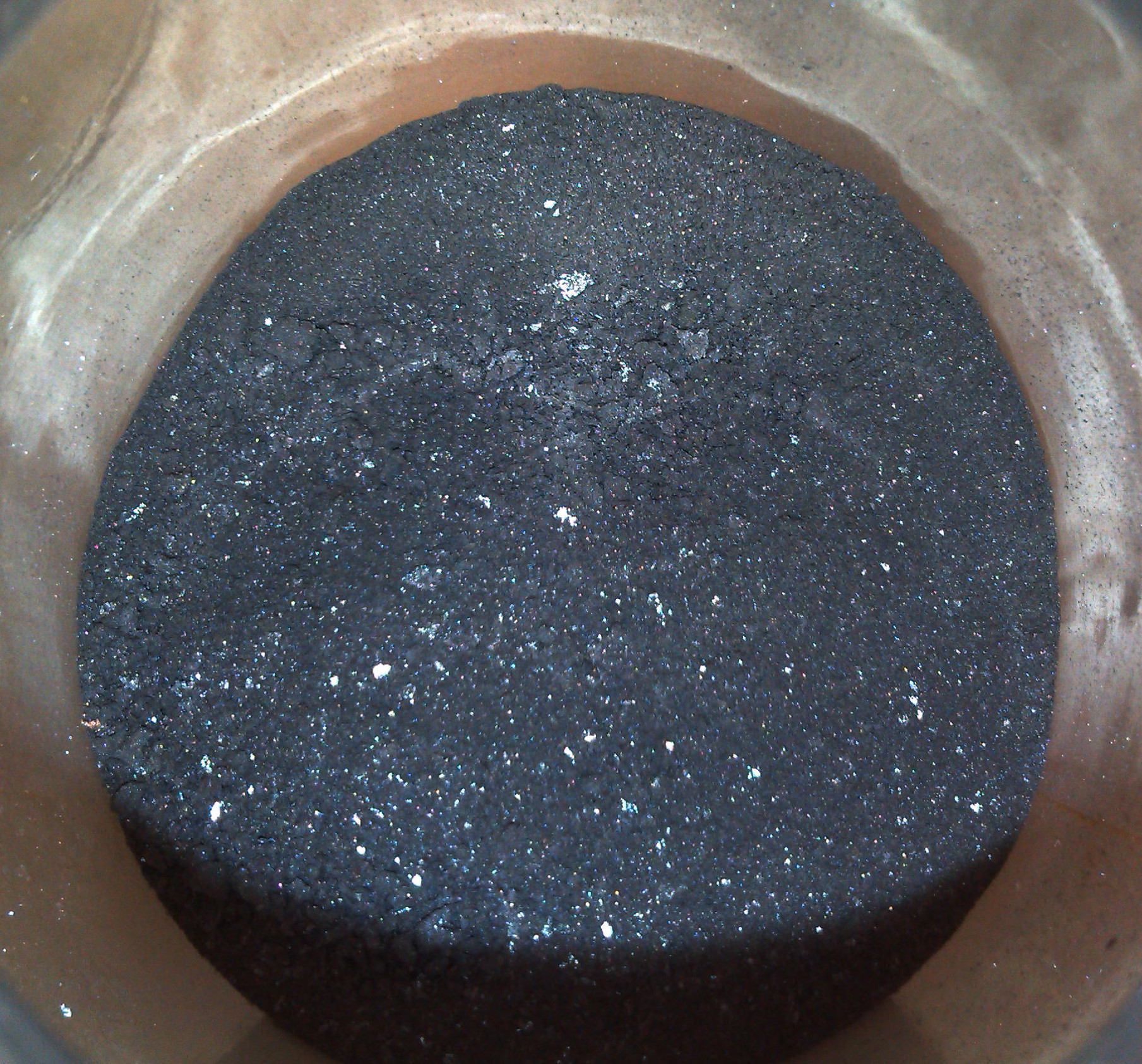
Polvo de silicio.

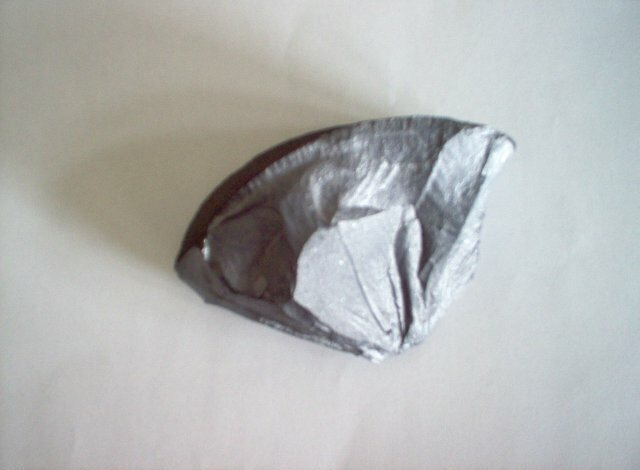
Policristal de silicio.

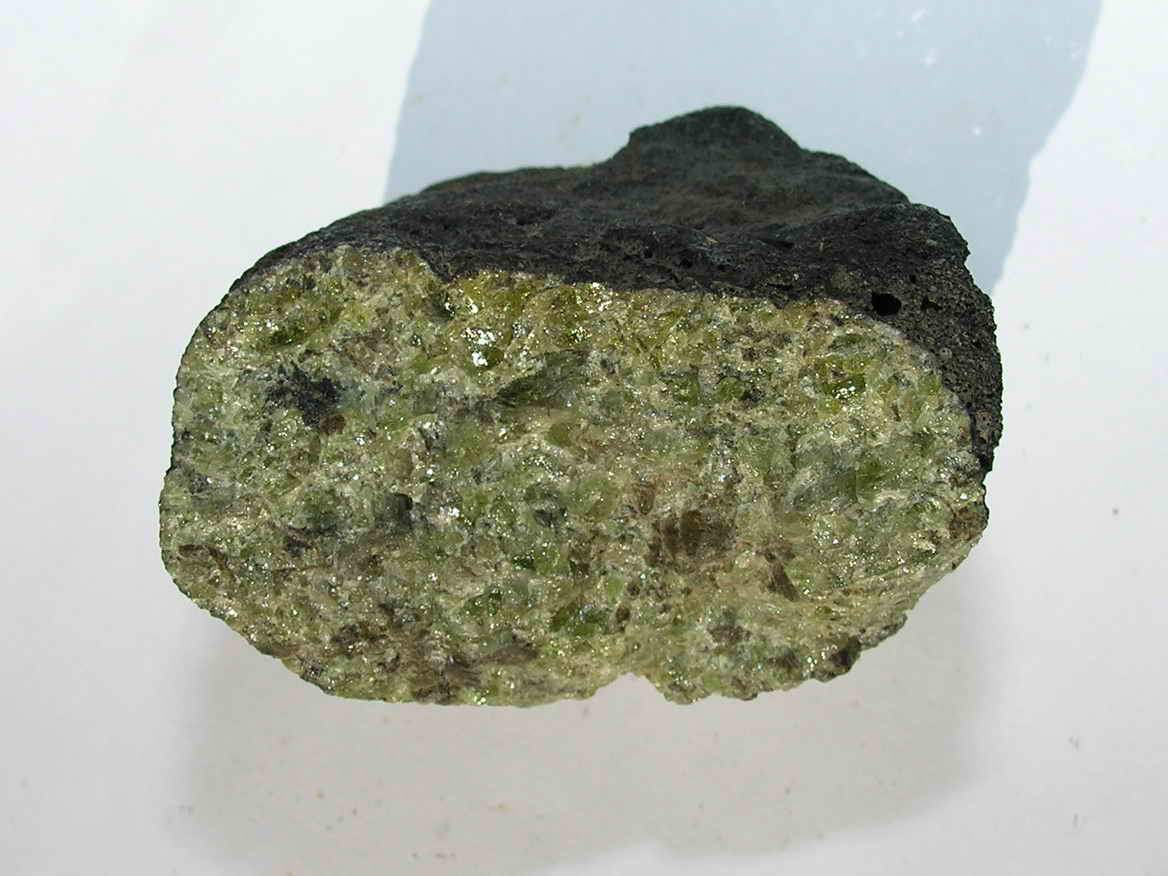
Olivino.

Sus propiedades son intermedias entre las del carbono y el germanio. En forma cristalina es muy duro y poco soluble y presenta un brillo metálico color grisáceo. Aunque es un elemento relativamente inerte y resiste la acción de la mayoría de los ácidos, reacciona con los halógenos y álcalis diluidos. El silicio transmite más del 95 % de las longitudes de onda de la radiación infrarroja.
Se prepara en forma de polvo amarillo pardo o de cristales negros-grisáceos. Se obtiene calentando sílice, o dióxido de silicio (SiO2), con un agente reductor, como carbono o magnesio, en un horno eléctrico. El silicio cristalino tiene una dureza de 7, suficiente para rayar el vidrio, de dureza de 5 a 7. El silicio tiene un punto de fusión de 1.411 °C, un punto de ebullición de 2.355 °C y una densidad relativa de 2.33(g/ml). Su masa atómica es 28.086 u (unidad de masa atómica).
Se disuelve en ácido fluorhídrico formando el gas tetrafluoruro de silicio, SiF4 (ver flúor), y es atacado por los ácidos nítrico, clorhídrico y sulfúrico, aunque el dióxido de silicio formado inhibe la reacción. También se disuelve en hidróxido de sodio, formando silicato de sodio y gas hidrógeno. A temperaturas ordinarias el silicio no es atacado por el aire, pero a temperaturas elevadas reacciona con el oxígeno formando una capa de sílice que impide que continúe la reacción. A altas temperaturas reacciona también con nitrógeno y cloro formando nitruro de silicio y cloruro de silicio, respectivamente.
El silicio constituye un 28 % de la corteza terrestre. No existe en estado libre, sino que se encuentra en forma de dióxido de silicio y de silicatos complejos. Los minerales que contienen silicio constituyen cerca del 40 % de todos los minerales comunes, incluyendo más del 90 % de los minerales que forman rocas volcánicas. El mineral cuarzo, sus variedades (cornalina, crisoprasa, ónice, pedernal y jaspe) y los minerales cristobalita y tridimita son las formas cristalinas del silicio existentes en la naturaleza. El dióxido de silicio es el componente principal de la arena. Los silicatos (en concreto los de aluminio, calcio y magnesio) son los componentes principales de las arcillas, el suelo y las rocas, en forma de feldespatos, anfíboles, piroxenos, micas y zeolitas, y de piedras semipreciosas como el olivino, granate, zircón, topacio y turmalina.

### Silicio como base bioquímica
Sus características compartidas con el carbono, como estar en la misma familia 14, no ser metal propiamente dicho, poder construir compuestos parecidos a las enzimas (zeolitas), otros compuestos largos con oxígeno (siliconas) y poseer los mismos cuatro enlaces básicos, le confiere cierta oportunidad en llegar a ser base de seres vivos, aunque no sea en la Tierra, en una bioquímica hipotética.

## Aplicaciones
Se utiliza en aleaciones, en la decantación de las siliconas, en la industria de la cerámica técnica y, debido a que es un material semiconductor muy abundante, tiene un interés especial en la industria electrónica y microelectrónica como material básico para la creación de obleas o chips que se pueden implantar en transistores, pilas solares y una gran variedad de circuitos electrónicos.
El silicio es un elemento vital en numerosas industrias. El dióxido de silicio (arena y arcilla) es un importante constituyente del hormigón y los ladrillos, y se emplea en la producción de cemento portland. Por sus propiedades semiconductoras se usa en la fabricación de transistores, células solares y todo tipo de dispositivos semiconductores; por esta razón se conoce como el Valle del Silicio a la región de California en la que concentran numerosas empresas del sector de la electrónica y la informática. También se están estudiando las posibles aplicaciones del siliceno, que es una forma alotrópica del silicio que forma una red bidimensional similar al grafeno. Otros importantes usos del silicio son:
- Como material refractario, se usa en cerámicas, vidriados y esmaltados.
- Como elemento fertilizante en forma de mineral primario rico en silicio, para la agricultura.
- Como elemento de aleación en fundiciones.
- Fabricación de vidrio para ventanas y aislantes.
- El carburo de silicio es uno de los abrasivos más importantes.
- Se usa en láseres para obtener una luz con una longitud de onda de 456 nm.
- La silicona se usa en medicina en implantes de seno y lentes de contacto.

### Industria metalúrgica
Se utiliza en la industria del acero como componente de las aleaciones de silicio-acero. Para fabricar el acero, se desoxida el acero fundido añadiéndole pequeñas cantidades de silicio; el acero común contiene menos de un 0.30 % de silicio. El acero al silicio, que contiene de 2.5 a 4 % de silicio, se usa para fabricar los núcleos de los transformadores eléctricos, pues la aleación presenta baja histéresis (véase Magnetismo). Existe una aleación de acero, el durirón, que contiene un 15 % de silicio y es dura, frágil y resistente a la corrosión; el durirón se usa en los equipos industriales que están en contacto con productos químicos corrosivos. El silicio se utiliza también en las aleaciones de cobre, como el bronce y el latón.

### Semiconductores
El silicio es un semiconductor; su resistividad a la corriente eléctrica a temperatura ambiente varía entre la de los metales y la de los aislantes. La conductividad del silicio se puede controlar añadiendo pequeñas cantidades de impurezas llamadas dopantes. La capacidad de controlar las propiedades eléctricas del silicio y su abundancia en la naturaleza han posibilitado el desarrollo y aplicación de los transistores y circuitos integrados que se utilizan en la industria electrónica.

### Industria aeroespacial
Las aplicaciones del silicio en la industria aeroespacial se especializa en buscar una mejora significativa en los circuitos electrónicos que estos utilizan, que sean más resistentes a los rayos gamma, esto se hacía cubriendo estos dispositivos con unos 20 centímetro de plomo, pero esto las hacia muy pesadas y a los satélites les resultaría demasiado caro cargarlas. 

#### Argentina
Un grupo de investigadores argentinos busca crear una memoria satelital capaz de almacenar datos que puedan soportar la radiación, cambios bruscos de temperatura y baja presión, por lo que se ponen estos nanosatélites de la empresa Satellogic en órbita. Este proyecto fue realizado a partir de la saturación en la Ley de Moore donde estas memorias de Silicio va duplicando su capacidad cada año, y en consecuencia estas se ven cada vez más limitadas, según indica Carlos Acha.

### Industria fotovoltaica

#### Argentina
En 1976, Argentina inició sus actividades en el campo de la energía solar a través del GES (Grupo Energía Solar), dando como resultado un sólido conocimiento y dominio de la tecnología de conversión de la energía solar en electricidad. A principios de la década de 1980, se realizó una búsqueda exhaustiva de información sobre el estado de desarrollo de la industria fotovoltaica mundial. Desde 1992, el evento se ha centrado en el diseño, simulación, desarrollo y caracterización de células solares de silicio cristalino. Esto permitió obtener equipos con eficiencias superiores al 17% en 1997. Para aplicaciones terrestres, GES promueve y participa en el desarrollo de estándares nacionales para sistemas de captación de energía solar por parte del Instituto Argentino de Normalización. En 1999 se probaron y calibraron varios prototipos en el Servicio Meteorológico Nacional, dos de los cuales fueron desplegados en estaciones meteorológicas de las provincias de Chaco y Corrientes. El predio, donde se llevará a cabo la construcción de la planta integrada de silicio solar en lingotes, obleas y celdas cristalinas y módulos solares fotovoltaicos con una producción anual de 71 MW, está ubicado en el departamento de Pocito, en Calle Maurín y Calle 6, Provincia de San Juan.

### Sílice y silicatos
La sílice y los silicatos se utilizan en la fabricación de vidrio, barnices, esmaltes, cemento y porcelana, y tienen importantes aplicaciones individuales. La sílice fundida, que es un vidrio que se obtiene fundiendo cuarzo o hidrolizando tetracloruro de silicio, se caracteriza por un bajo coeficiente de dilatación y una alta resistencia a la mayoría de los productos químicos. El gel de sílice es una sustancia incolora, porosa y amorfa; se prepara eliminando parte del agua de un precipitado gelatinoso de ácido silícico, SiO2•H2O, el cual se obtiene añadiendo ácido clorhídrico a una disolución de silicato de sodio. El gel de sílice absorbe agua y otras sustancias y se usa como agente desecante y decolorante.
El silicato de sodio (Na2SiO3), también llamado vidrio, es un silicato sintético importante, sólido amorfo, incoloro y soluble en agua, que funde a 1088 °C. Se obtiene haciendo reaccionar sílice (arena) y carbonato de sodio a alta temperatura, o calentando arena con hidróxido de sodio concentrado a alta presión. La disolución acuosa de silicato de sodio se utiliza para conservar huevos; como sustituto de la cola o pegamento para hacer cajas y otros contenedores; para unir gemas artificiales; como agente incombustible, y como relleno y adherente en jabones y limpiadores. Otro compuesto de silicio importante es el carborundo, un compuesto de silicio y carbono que se utiliza como abrasivo.
El monóxido de silicio, SiO, se usa para proteger materiales, recubriéndolos de forma que la superficie exterior se oxida al dióxido, SiO2. Estas capas se aplican también a los filtros de interferencias.
Fue identificado por primera vez por Antoine Lavoisier en 1787.

## Abundancia y obtención
Medido en peso, el silicio representa más de la cuarta parte de la corteza terrestre y es el segundo elemento más abundante por detrás del oxígeno. El silicio no se encuentra en estado nativo; arena, cuarzo, amatista, ágata, pedernal, ópalo y jaspe son algunos de los minerales en los que aparece el óxido, mientras que formando silicatos se encuentra, entre otros, en el granito, feldespato, arcilla, hornblenda y mica.También se encuentra en meteoritos.

### Los métodos físicos de purificación del silicio metalúrgico
Estos métodos se basan en la mayor solubilidad de las impurezas en el silicio líquido, de forma que este se concentra en las últimas zonas solidificadas. El primer método, usado de forma limitada para construir componentes de radar durante la Segunda Guerra Mundial, consiste en moler el silicio de forma que las impurezas se acumulen en las superficies de los granos; disolviendo estos parcialmente con ácido se obtenía un polvo más puro. La fusión por zonas, el primer método usado a escala industrial, consiste en fundir un extremo de la barra de silicio y trasladar lentamente el foco de calor a lo largo de la barra de modo que el silicio va solidificando con una pureza mayor al arrastrar la zona fundida gran parte de las impurezas. El proceso puede repetirse las veces que sea necesario hasta lograr la pureza deseada bastando entonces cortar el extremo final en el que se han acumulado las impurezas.

### Los métodos químicos de purificación del silicio metalúrgico

Procesos de purificación de silicio. Diagrama esquemático del proceso de Siemens convencional y el proceso alternativo de reactor de lecho fluidizado (FBR).

Los métodos químicos, usados actualmente, actúan sobre un compuesto de silicio que sea más fácil de purificar descomponiéndolo tras la purificación para obtener el silicio. Los compuestos comúnmente usados son el triclorosilano (HSiCl3), el tetracloruro de silicio (SiCl4) y el silano (SiH4).
En el proceso Siemens, las barras de silicio de alta pureza se exponen a 1150 °C al triclorosilano, gas que se descompone depositando silicio adicional en la barra según la siguiente reacción:
2 HSiCl3 → Si + 2 HCl + SiCl4
El silicio producido por este y otros métodos similares se denomina silicio policristalino y típicamente tiene una fracción de impurezas de 0.001 ppm o menor.
El método Dupont consiste en hacer reaccionar tetracloruro de silicio a 950 °C con vapores de zinc muy puros:
SiCl4 + 2 Zn → Si + 2 ZnCl2
Este método está plagado de dificultades (el cloruro de zinc, subproducto de la reacción, solidifica y obstruye las líneas), por lo que finalmente se ha abandonado en favor del proceso Siemens.
Una vez obtenido el silicio ultrapuro es necesario obtener un monocristal, para lo que se utiliza el proceso Czochralski.

## Silicio de calidad solar: tecnología de vanguardia

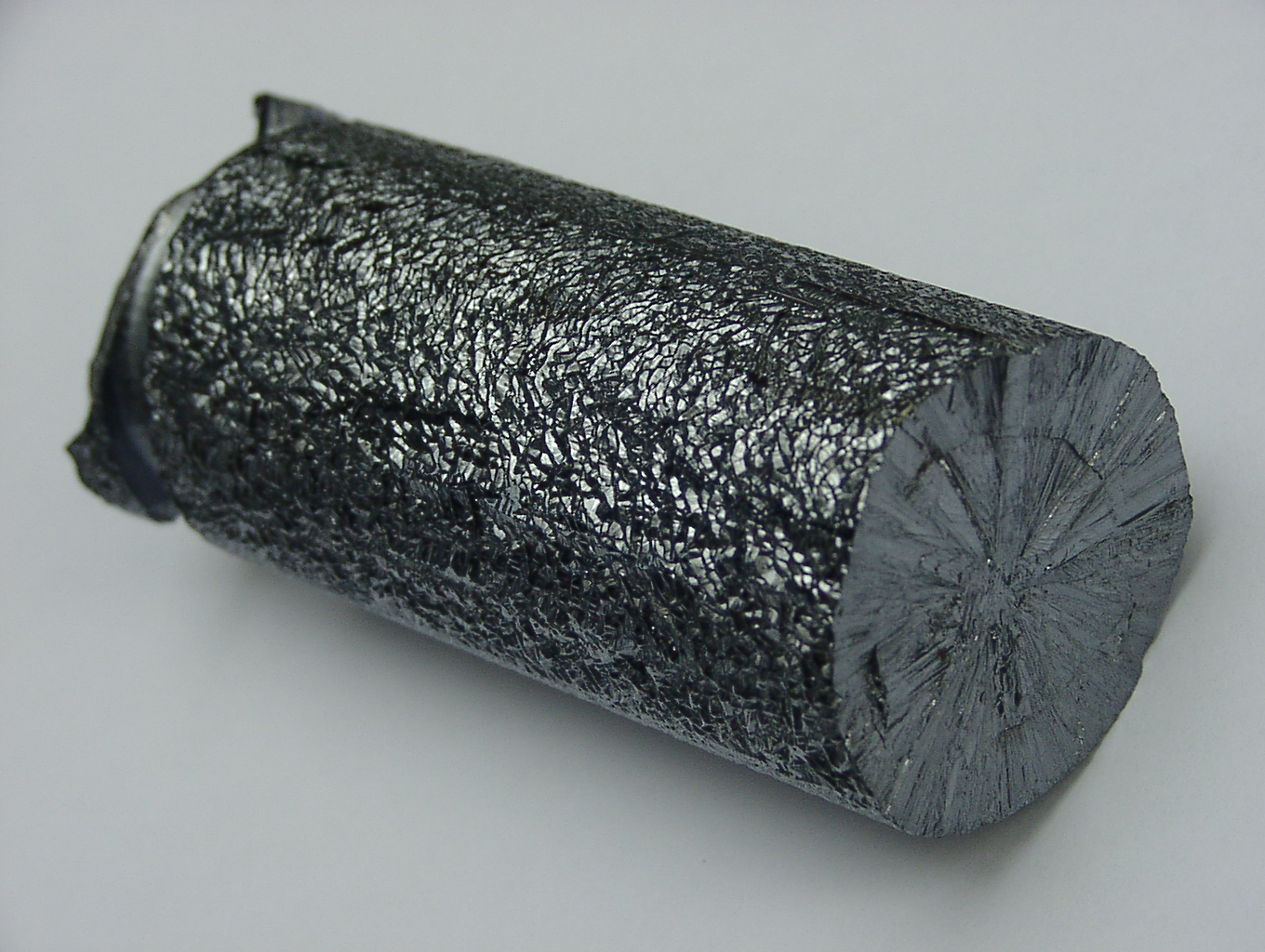
Varilla de silicio policristalino hiperpuro fabricada mediante el proceso Siemens para su uso en la producción de silicio monocristalino mediante el proceso Czochralski. Pesa 302 gramos y mide unos 10,3 cm de largo y 4 cm de diámetro.

A continuación, se presentan las distintas alternativas de producción de SoG-Si. Todas ellas se han recogido y presentado desde el 2004 en las Conferencias sobre Silicio Solar. Estas conferencias las organiza anualmente la revista Photon International en Múnich, a raíz de la preocupación creciente por la escasez de polisilicio. Hasta ahora, ninguna de estas alternativas ha conseguido llegar a la etapa de producción, aunque algunas se encuentran cerca.[cita requerida]

### Reactor de lecho fluidizado
Wacker Chemie, Hemlock y Solar Grade Silicon proponen un reactor de lecho fluidizado. Este consiste en un tubo de cuarzo en el que se introduce triclorosilano (Wacker, Hemlock) o silano (SGS) por la parte inferior, junto con hidrógeno. El gas pasa a través de un lecho de partículas de silicio sobre las que ocurre el depósito, dando así partículas de tamaño mayor. Alcanzado cierto tamaño, las partículas son demasiado pesadas y caen al suelo, pudiendo ser retiradas. Este proceso no solamente utiliza una cantidad de energía mucho menor que el Siemens, sino que además puede realizarse de forma continua.

### Reactor de tubo
Joint Solar Silicon GmbH & Co. KG (JSSI) presenta un reactor similar al Siemens, cuyas diferencias son: a.) el silicio se deposita en un cilindro hueco de silicio en lugar de varillas; b.) se utiliza silano en lugar de triclorosilano, y por tanto la temperatura del proceso puede limitarse a 800 °C.

### Depósito de vapor a líquido
Tokuyama Corporation propone su proceso VLD (Vapour to Liquid Deposition). En un reactor se calienta un tubo de grafito a 1500 °C, por encima del punto de fusión del silicio. Se alimentan triclorosilano e hidrógeno por la parte superior. El silicio se deposita en las paredes de grafito en forma líquida. Por tanto, gotea en el suelo del reactor, donde solidifica en granulados y puede recogerse. El mayor gasto energético con respecto al reactor Siemens compensa por la velocidad de depósito 10 veces mayor.

### Reducción con Zn
Chisso Corporation y el gobierno japonés investigan un proceso a partir de la reducción de tetracloruro de silicio (SiCl4) con vapor de zinc (Zn). Se forma cloruro de zinc y silicio. Esta alternativa se desechó en los años 1980 por Bayer AG ya que no se podían eliminar trazas de metales residuales. Chisso asegura que sus impurezas metálicas se encuentran en un nivel aceptable.

### Alternativas metalúrgicas
También se han realizado grandes esfuerzos en conseguir SoG-Si evitando el paso energéticamente costoso del uso de triclorosilano, silano o tetraclorosilano, y el posterior depósito en Siemens o similares.
Elkem purifica mg-Si en tres pasos de refino relativamente simples, pirometalúrgico, hidrometalúrgico, y de limpieza, con un consumo de solo el 20 al 25 % de la energía utilizada en la ruta Siemens. Junto con la Universidad de Constanza, han conseguido eficiencias de célula solo medio punto por debajo de las células comerciales.
Apollon Solar SAS y el laboratorio nacional de investigación francés CNRS purifican Mg-Si con un plasma. Se han conseguido células solares de un 11,7 % de eficiencia.
Otra alternativa metalúrgica es producir mg-Si con cuarzo y carbón negro tan puros que no sea necesario refinarlo más. Hay dos trabajos en paralelo: uno es el de la Universidad Nacional Técnica de Kazakh en Alma Ata, Kazajistán. El otro es el proyecto SOLSILC, financiado por la Comisión Europea. Las células solares fabricadas con este material han obtenido eficiencias de momento relativamente bajas. 28 por ciento de este material ya no existe.

## Isótopos
El silicio tiene nueve isótopos, con número másico entre 25 a 33. El isótopo más abundante es el Si-28 con una abundancia del 92.23 %, el Si-29 tiene una abundancia del 4.67 % y el Si-30 que tiene una abundancia del 3.1 %. Todos ellos son estables teniendo el resto de isótopos una proporción ínfima. El Si-32 es un isótopo radiactivo que proviene del decaimiento del argón. Su tiempo de semivida es aproximadamente de unos 132 años. Padece un decaimiento beta que lo transforma en P-32 (que tiene un periodo de semivida de 14.28 días).

## Precauciones
La inhalación del polvo de sílice cristalina puede provocar silicosis.